# ولایت بینگو

نقشه ژاپن در سال ۱۸۶۸ میلادی. این ولایت با رنگ تیره مشخص شده است.

ولایت بینگو (به ژاپنی: 備後国 Bingo no kuni) یکی از ولایت‌ها در تقسیم‌بندی کشوری قدیم ژاپن بود. یکی از ولایت‌های ژاپن از ژاپن در سمت دریای داخلی ستو غربی هونشو بود که شامل آنچه امروز قسمت شرقی استان هیروشیما است. گاهی با استان‌های ولایت بیزن و ولایت بیچو به‌عنوان بیشو (備州) گروه‌بندی می‌شد. 備 «بی» در نام این استان‌ها از دومین نویسه‌های چینی به نام استان کیبی گرفته شده است، که محدوده آن شامل منطقه ای نیز می‌شد که در اوایل قرن هشتم میلادی به عنوان ولایت میماساکا تقسیم می‌شد. بینگو با ولایت بیچو، ولایت هوکی، ولایت ایزومو، ولایت ایوامی و ولایت آکی هم جوار بود.